# エラ・ホール
エラ・ホール（Ella Hall, 1896年3月17日 - 1981年9月3日 / 1897年 - 1981年説あり）は、アメリカ合衆国の女優、映画プロデューサーである。本名エラ・オーガスト・ホール（Ella August Hall）。

## 人物・来歴
1896年（明治29年）3月17日、ニューヨーク州ニューヨーク市に生まれる。生年に関しては、墓碑銘によれば1897年（明治30年）である。母は女優のメイ・ホールである。
1912年（明治45年）、バイオグラフ・カンパニー製作、マック・セネット監督・主演の短篇映画 Hot Stuff にパーティ客役で出演したのが最も古い出演記録である。1913年（大正2年）には、ユニヴァーサル・フィルム・マニュファクチュアリング・カンパニー（現在のユニバーサル・ピクチャーズ）に移籍し、同社傘下のレックス・スタジオの量産する短篇映画に出演する。1914年（大正3年）にロバート・Z・レナードが監督・脚本・主演を務めたシリアル・フィルム『マスター・キイ』にレナードの相手役として出演、同作は日本でも公開され、同年のシリアル『名金』と並んで一世を風靡した。
1916年（大正5年）、ユニヴァーサル傘下に設立されたブルーバード映画では、ロバート・Z・レナード監督の『暴』でジャック・カーティスの相手役を演じ、『月宮殿』ではレナードの相手役、『催眠鬼』、『イーヴ嬢』、ルパート・ジュリアン監督の『勇敢なる喇叭卒』、ジャック・コンウェイ監督の『孤児の生涯』、『二滴の水』、『質屋の娘』、『三人の孤児』、The Charmer, ハリー・ソルター監督の『谷間の百合』、エルシー・ジェーン・ウィルソン監督の『クリスマスの前夜』、ダグラス・ジェラード監督の『孤松の唄』、トッド・ブラウニングおよびハリー・A・ポラード監督の『下界の精』、と1918年（大正7年）まで連続的に主演し、いずれも日本でも公開され、人気を得た。同年にエルシー・ジェーン・ウィルソン監督作で共演したエモリー・ジョンソンと、時期は不明であるが結婚し、同年ユニヴァーサルを離れる。翌1919年（大正8年）1月27日、長男でのちに俳優となるリチャード・エモリーを出産する。
1921年（大正10年）、フランシス・フォード監督・主演の『的の栄冠』に出演して映画界に復帰、翌1922年4月18日、長女でのちに女優となるエレン・ホールを出産する。同年以降、夫エモリーが監督する映画に出演するが、1923年（大正12年）、ロイド・B・カールトン監督の『漂泊える阿蘭陀人』に出演した後は、再び休業に入る。時期は不明であるが、夫エモリーと離婚している。
1930年（昭和5年）から、各社が製作した3作のトーキーにノンクレジットで出演しているが、1933年（昭和8年）、フランク・キャプラ監督の『風雲の支那』に出演したのを最後に引退している。
1981年（昭和56年）9月3日、カリフォルニア州ロサンゼルス郡ロサンゼルス市で死去した。満85歳没。同郡グレンデールにあるフォレスト・ローン・メモリアル・パークに眠る。

## おもなフィルモグラフィ

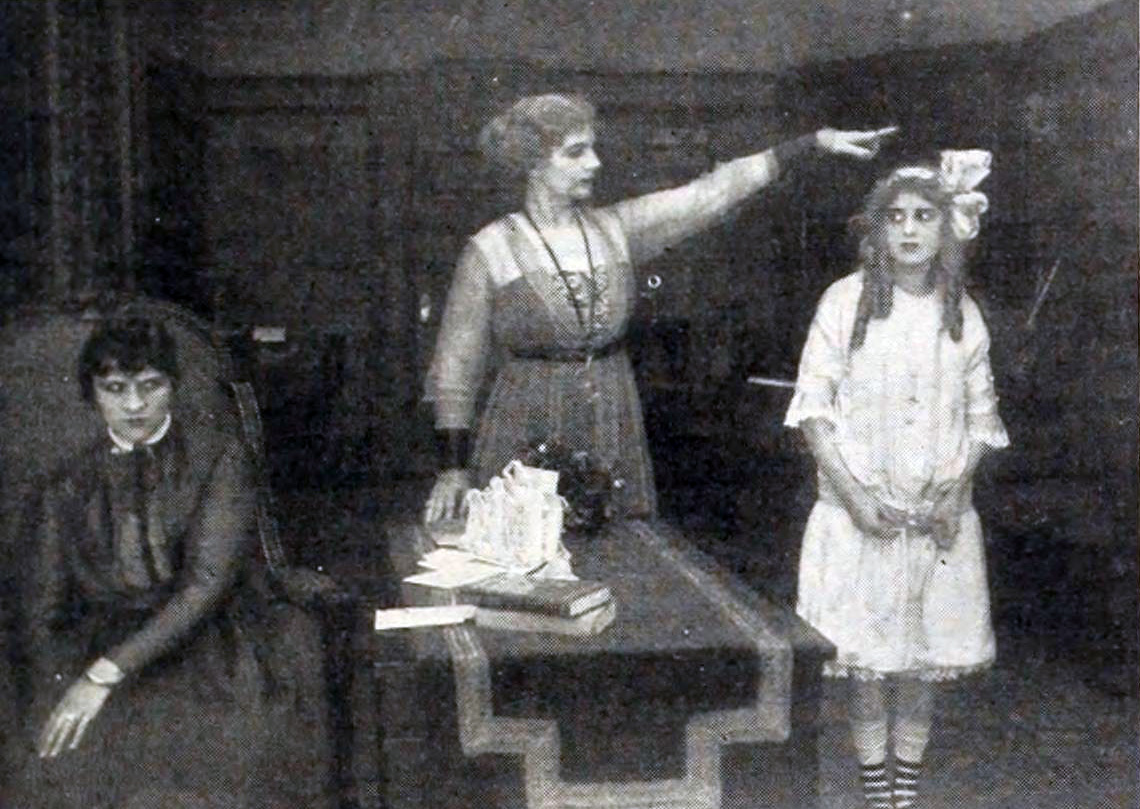
The Love Girl 1916年

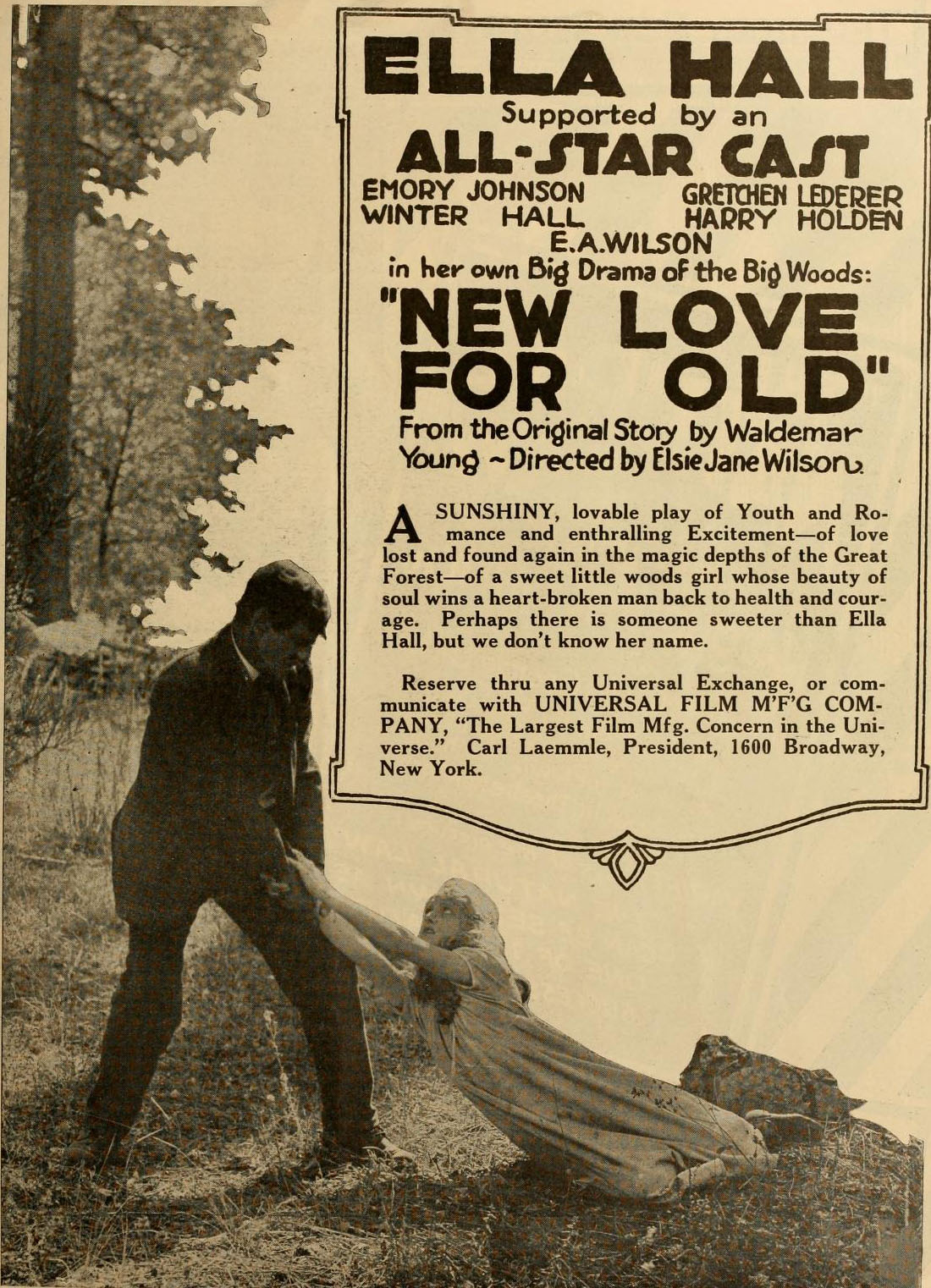
New Love for Old 1918年

特筆以外はすべて出演作である。1912年 - 1915年の60作近い初期出演作は短篇が多く、おもなものに留めた。

### 1910年代
- Hot Stuff : 監督・主演マック・セネット、脚本デル・ヘンダーソン、1912年 - 出演・役 Party Guest （初出演作）
- The School Teacher and the Waif : 監督D・W・グリフィス、1912年 - 出演・役 Schoolgirl
- When Love Grows Up : 監督デイヴィッド・マイルズ、1913年
- 『マスター・キイ』 The Master Key : 監督・脚本・主演ロバート・Z・レナード、1914年 - 共演・役 Ruth Gallon
- The Boob's Victory : 監督・脚本・主演ロバート・Z・レナード、1916年
- The Silent Member : 監督・脚本・主演ロバート・Z・レナード、1916年
- 『暴』（あらし） Secret Love : 監督ロバート・Z・レナード、主演ジャック・カーティス、1916年 - 出演・役 Arnice
- A Child of Circumstances : 監督不明、1916年
- Yust from Sweden : 監督・脚本・主演ロバート・Z・レナード、1916年
- The Winning of Miss Construe : 監督・脚本デイヴィッド・カークランド / ロバート・Z・レナード、主演ロバート・Z・レナード、1916年
- 『月宮殿』 The Crippled Hand : 監督・脚本デイヴィッド・カークランド / ロバート・Z・レナード、主演ロバート・Z・レナード、1916年 - 出演・役 The Little Girl
- The Silent Man of Timber Gulch : 監督・脚本・主演ロバート・Z・レナード、1916年
- 『催眠鬼』 The Love Girl : 監督ロバート・Z・レナード、1916年 - 主演・役 Ambrosia
- 『イーヴ嬢』 Little Eve Edgarton : 監督ロバート・Z・レナード、1916年 - 主演・役 Eve Edgarton
- The Heart of a Show Girl : 監督ウィリアム・ウォーシントン、脚本ベス・メレディス、主演フランクリン・ファーナム、1916年
- 『都の中心』 In the Heart of New York : 監督・主演ベン・F・ウィルソン、1916年
- The Unfinished Case : 監督・主演ロバート・Z・レナード、1916年
- 『勇敢なる喇叭卒』 The Bugler of Algiers : 監督ルパート・ジュリアン、1916年 - 主演・役 Gabrielle
- 『孤児の生涯』 Her Soul's Inspiration : 監督ジャック・コンウェイ、1917年 - 主演・役 Mary Weston
- 『二滴の水』 Polly Redhead : 監督ジャック・コンウェイ、1917年 - 主演・役 Polly Redhead
- 『質屋の娘』 A Jewel in Pawn : 監督ジャック・コンウェイ、1917年 - 主演・役 Nora Martin
- 『三人の孤児』 The Little Orphan : 監督ジャック・コンウェイ、1917年 - 主演・役 Rene Lescere
- The Charmer : 監督ジャック・コンウェイ、1917年 - 主演・役 Ambrosia Lee
- 『谷間の百合』 The Spotted Lily : 監督ハリー・ソルター、1917年 - 主演・役 Yvonne
- 『クリスマスの前夜』 My Little Boy : 監督エルシー・ジェーン・ウィルソン、1917年 - 主演・役 Clara
- 『青葉の家』 New Love for Old : 監督エルシー・ジェーン・ウィルソン、1918年 - プロデューサー/出演・役 Daphne Sawyer
- Beauty in Chains : 監督エルシー・ジェーン・ウィルソン、主演エモリー・ジョンソン、1918年 - 出演・役 Rosarita
- 『孤松の唄』 A Mother's Secret : 監督ダグラス・ジェラード、1918年 - 主演・役 Angela
- 『下界の精』 Which Woman? : 監督トッド・ブラウニング / ハリー・A・ポラード、1918年 - 主演・役 Doris Standish
- 『鉄窓を出て』 Three Mounted Men : 監督ジャック・フォード、主演ハリー・ケリー、1918年 - 出演・役不明
- 『手術前』 The Heart of Rachael : 監督ハワード・C・ヒックマン、主演ベシー・バリスケール、1918年 - 出演・役 Billy
- Under the Top : 監督ドナルド・クリスプ、主演フレッド・ストーン、1919年 - 出演・役 Pansy O'Neill

### 1920年代
- 『的の栄冠』 The Great Reward : 監督・主演フランシス・フォード、1921年 - 出演・役 The Princess
- 『法の名の許に』 In the Name of the Law : 監督・原作・脚本エモリー・ジョンソン、1922年 - 出演・役 Mary, age 18
- 『総動員』 The Third Alarm : 監督・原作エモリー・ジョンソン、1922年 - 出演・役 June Rutherford
- 『危険信号』（別題『西部行特別列車』） The West~Bound Limited : 監督エモリー・ジョンソン、1923年
- 『漂泊える阿蘭陀人』 The Flying Dutchman : 監督ロイド・B・カールトン、1923年 - 出演・役 Zoe

### 1930年代
- 『マダム・サタン』 Madam Satan : 監督セシル・B・デミル、1930年 - ノンクレジット出演
- 『タクシー』 Taxi! : 監督ロイ・デル・ルース、1932年 - ノンクレジット出演・役 Trial Spectator
- 『風雲の支那』 The Bitter Tea of General Yen : 監督フランク・キャプラ、1933年 - ノンクレジット出演・役 Mrs. Amelia Hansen

## 関連事項
- バイオグラフ・カンパニー（en:Biograph Company）
- フォレスト・ローン・メモリアル・パーク (グレンデール) （en:Forest Lawn Memorial Park, Glendale）

## 註
1. ↑  『虚彦映画譜50年』、牛原虚彦、鏡浦書房、1968年、p.69-70.
2. 1 2 3 4 5 6 7 8 9 10 11 12 13 14 15 16 17  Ella Hall, Internet Movie Database （英語）, 2010年6月25日閲覧。
3. 1 2 3  墓碑銘には「1897-1981」とある。Ella Hall, Find A Grave （英語）, 2010年6月25日閲覧。
4. ↑  『映画五十年史』、筈見恒夫、鱒書房、1947年、p.51.
5. ↑  『ブルーバード映画の記録』 : 製作・著・発行山中十志雄・塚田嘉信、1984年4月、p.60-63.
6. ↑  Richard Emory - IMDb（英語）, 2010年6月25日閲覧。
7. ↑  Ellen Hall - IMDb（英語）, 2010年6月25日閲覧。